# Mademoiselle Rose
Mademoiselle Rose (también Desnudo sentado) es una pintura del artista romántico francés Eugène Delacroix, considerado el líder de la escuela romántica francesa. Este desnudo fue pintado antes de 1824 y actualmente se exhibe en el Louvre de París. Otra se encuentra en la Alte Nationalgalerie de Berlín.

## Historia
Sobre un fondo neutro, la modelo aparece de lado, sentada sobre una especie de pedestal de madera medio recubierto con un chal de tela roja con bordados y borlas dorados. Su pie izquierdo reposa sobre un bloque de madera; su cabeza está girada hacia el espectador y, por lo tanto, se la ve de frente.

Este desnudo está pintado en una pose de estudio un tanto incómoda. La modelo ha sido identificada (aunque sin certeza) como Mademoiselle Rose, una modelo de artistas que según Alfred Robaut, biógrafo de Delacroix, posó varias veces para él y para Richard Parkes Bonington, y que tal vez distribuyó sus favores imparcialmente entre los dos artistas. En una carta a su amigo Pierret, generalmente fechada en 1820, Delacroix escribió:
Había intentado persuadir a Félix [Guillemardet] para que viniera con nosotros mañana, pero dijo que la falta de dinero había podido con el trasero de Mademoiselle Rose en esta ocasión.
 Este desnudo en particular está representado con una sinceridad casi naturalista, sin ningún arreglo decorativo ni idealización. Aunque ya presenta las variaciones de luz sobre la carne que tanto interesaron al artista, el pigmento, aplicado con toques magistrales en una pasta granulada, aún no ha adquirido la fluidez que mostrará debido a la influencia de la pintura inglesa. Esto se hizo sentir por primera vez en el Salón de 1824, donde Delacroix vio obras de John Constable, y aumentó en 1825, fecha de su visita a Londres.
La tendencia ascendente de su obra, claramente visible en este cuadro de formato vertical, sitúa su fecha en el período 1820-1822, pero no puede fijarse con precisión. Pero el desnudo no tiene sólo un interés pictórico: Delacroix aporta a la pintura una emoción que hunde sus raíces en el Romanticismo. Además, la ligera timidez de la actitud, la expresión un tanto ansiosa del rostro, dan a este ejercicio de clase de pintura del natural una calidad humana que es puramente romántica francesa.